# 228 f.Kr.

## Händelser

### Efter plats

#### Karthago
- Den karthagiske generalen Hamilkar Barkas stupar i strid i Hispania, vilket gör slut på hans långa fälttåg för att erövra den Iberiska halvön åt Karthago. På åtta år har han, genom vapenmakt och diplomati, säkrat ett stort området på halvön, men hans död på slagfältet hindrar honom från att slutföra erövringen. Befälet över hans armé på Iberiska halvön går till hans svärson Hasdrubal.
- Hasdrubal inför genast taktikförändringar, då han börjar lägga tonvikten vid diplomati snarare än militär styrka för att fortsätta expandera Karthagos territorium i Hispania och att handskas med romarna. Han grundar Carthago Nova eller Nya Karthago (nuvarande Cartagena) som sin huvudstad.

#### Mindre Asien
- Kung Attalos I Soter av Pergamon besegrar Antiochos Hierax (bror till den seleukidiske kungen Seleukos II) i tre fältslag, vilket ger honom kontrollen över alla seleukidiska domäner i Anatolien förutom Kilikien i sydöst.

#### Grekland
- Den illyriska drottningen Teutas guvernör, Demetrios från Faros, har inte mycket annat val än att kapitulera till de överväldigande romerska styrkorna. I gengäld ger romarna honom en stor del av Teutas egendomar, för att balansera hennes makt. Under tiden landstiger den romerska armén längre norrut, vid Apollonia. Den kombinerade romerska armén och flottan fortsätter norrut tillsammans, betvingande den ena staden efter den andra, och kan slutligen belägra den illyriska huvudstaden Shkodra.
- Archidamos V (bror till den mördade spartanske kungen Agis IV) återkallas till Sparta av den agiadiske kungen Kleomenes III, som vid detta tillfälle saknar motsvarighet på Spartas andra tron. Archidamos V blir dock mördad strax efter sin återkomst.

## Födda
- Prusias I Chloros, kung av Bitynien (död 182 f.Kr.)
- Titus Quinctius Flamininus, romersk politiker och general som kommer att spela en stor roll vid den romerska erövringen av Grekland (död 174 f.Kr.)

## Avlidna
- Hamilkar Barkas, karthagisk general som har tagit befälet över de karthagiska styrkorna på Sicilien under de sista åren av det första puniska kriget med Rom, hjälpt Karthago att vinna legokriget och lagt stora territorier på den Iberiska halvön under karthagisk kontroll (född omkring 270 f.Kr.)
- Archidamos V, eurypontidisk kung av Sparta